# Шарахеви
Шарахеви (груз. შარახევი) — село в Грузии, в муниципалитете Душети края Мцхета-Мтианети. 

## География
Село расположено в северной части края, в 32 километрах по прямой к северо-востоку от центра муниципалитета Душети. Высота центра — 1580 метров над уровнем моря.

## Население
По данным переписи населения 2014 года, в селе проживало 11 человек.
| Год  | Население | Мужчины | Женщины |
| ---- | --------- | ------- | ------- |
| 2002 | 15        | 8       | 7       |
| 2014 | 11        | 8       | 3       |